# Acritus poggi
Acritus poggi är en skalbaggsart som beskrevs av Yves Gomy 1980. Acritus poggi ingår i släktet Acritus och familjen stumpbaggar. Inga underarter finns listade i Catalogue of Life.